# Lane Thomas
Lane Thomas (Knoxville, Tennessee, 23 de agosto de 1995) es un jugador profesional estadounidense de béisbol que se desempeña en la posición de jardinero derecho en Washington Nationals, equipo de las Grandes Ligas de Béisbol (MLB).

## Carrera
Fue seleccionado en la quinta ronda en el Draft de la MLB de 2014. En 2019 hizo su debut profesional con el equipo St. Louis Cardinals, en el cual jugó tres temporadas (2019-2021), después pasó a Washington Nationals, donde lleva jugando cuatro temporadas.